# 小行星1810
小行星1810（1810 Epimetheus）是一颗主带小行星，由科内利斯·約翰內斯·萬·豪敦、湯姆·赫雷爾斯和英格麗·萬·豪敦-格勒內費爾德在1960年9月24日发现于帕洛马山天文台。
該小行星以希腊神话的提坦神厄庇墨透斯命名，意思是“後見之明”。土星的卫星之一土卫十一的名字也是厄庇墨透斯。